# ジャンニ・アニェッリ
ジャンニ・アニェッリ（Giovanni Carlo Francesco Agnelli、ジョヴァンニ・カルロ・フランチェスコ・アニェッリ 1921年3月12日 - 2003年1月24日）は、アニェッリ家の著名なメンバーの一人であるトリノ出身のイタリアの実業家。イタリアの自動車会社フィアットの元名誉会長。愛称は弁護士を意味するアッヴォカート（Avvocato）。

## プロフィール

### 生い立ち
イタリア最大の自動車会社フィアットの創始者ジョヴァンニ・アニェッリの息子エドゥアルドとカルロ・デル・モンテ（サン・ファウスティーノ公爵）の娘ヴィルジニア・デル・モンテの長男としてイタリア北部の工業都市で同社の本拠地であるトリノで誕生。
14歳の時に父親が死去したが、ジャンニが幼かったために直ぐには会社を継がず、1966年に会長に就任するまでの間、会社の経営は、第二次世界大戦以前より同社の番頭的存在であったヴィットリオ・ヴァレッタが行った。

### フィアット入社
第二次世界大戦が終結した1945年にトリノ大学法律学部を卒業し同社に副社長として入社したものの、その間は帝王学を身につけるべく勉学に励む一方、しばらくの間同社の実際の経営はヴァレッタが行い、自らは各国を飛び回り各国の政財界の指導層や貴族などとの親交を深めた。またイタリア随一の財閥の御曹司として世界中のリゾート地を飛び回って優雅な暮らしを堪能した。
またフェラーリ・166MMやフィアット・131・アバルト・ラリーなど特別注文したイタリア車を愛用したが、1950年代には自動車事故のため左足の膝から先を切断し、それ以降は義足を使うことになった。また誘拐を防ぐために、常に自分の車の他にボティーガードを数人乗せたフイアット車を走らせていた。なお、誘拐された時のために常に毒薬を所持していた。

### フィアットを継ぐ

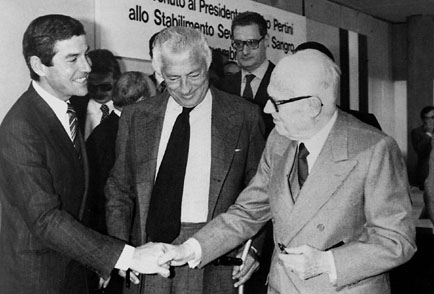
アレッサンドロ・ペルティーニ首相（右）とともに

その後1963年に フィアット社長に、1966年には会長に就任し自身が経営を行うことになった。会長就任後は、ソビエト連邦やブラジル、スペインなど各国に生産拠点を作るなど同社の国際化を進めた他、バスやトラックなどの商用車、航空機や鉄道車両の製造にも手を広げた。
また、1969年には経営不振で倒産寸前だった高級車メーカーのランチアを、1986年には国営化されてからも経営不振が続いていたアルファロメオを傘下に収めた他、1988年には高級スポーツカーメーカーのフェラーリを、1998年にはマセラティも傘下（正確にはフェラーリの傘下）に入れ、フィアットを名実ともにイタリアを代表する大企業に育て上げた。

### その他の役職
また、1923年から名誉会長を務めていたエドゥアルドを継いで、1947年よりイタリアサッカー・セリエAの名門チーム「ユヴェントスFC」の名誉会長を務めた他、「コリエーレ・デラ・セラ」や「ソーレ24オーレ」などのイタリアを代表する新聞社やテレビ局、出版社など各種マスコミの経営者も務めた。1991年にはイタリア経済に対する貢献が認められ、イタリアの終身国会議員になった。

### 死去

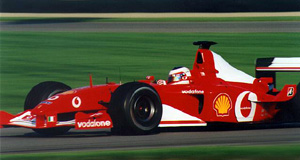
F2003-GA

1996年に前立腺癌にかかり、7年に渡る長い闘病生活の末に2003年1月24日に81歳で死去した。ジャンニの死後、フェラーリの本社があるマラネッロにはフェラーリの象徴である「跳ね馬」の紋章の半旗が掲げられた。
また、フェラーリのF1に対する活動への貢献に敬意を表して、フェラーリチームが2003年に使用したシャシー「F2003-GA」は、ジャンニの頭文字「GA」から名づけられた。
なお、ジャンニの後のフィアット社およびグループ企業の責任者の座は弟のウンベルトが継いだものの、翌2004年5月28日にウンベルトも癌で死去した。

## プライベート

### 家族

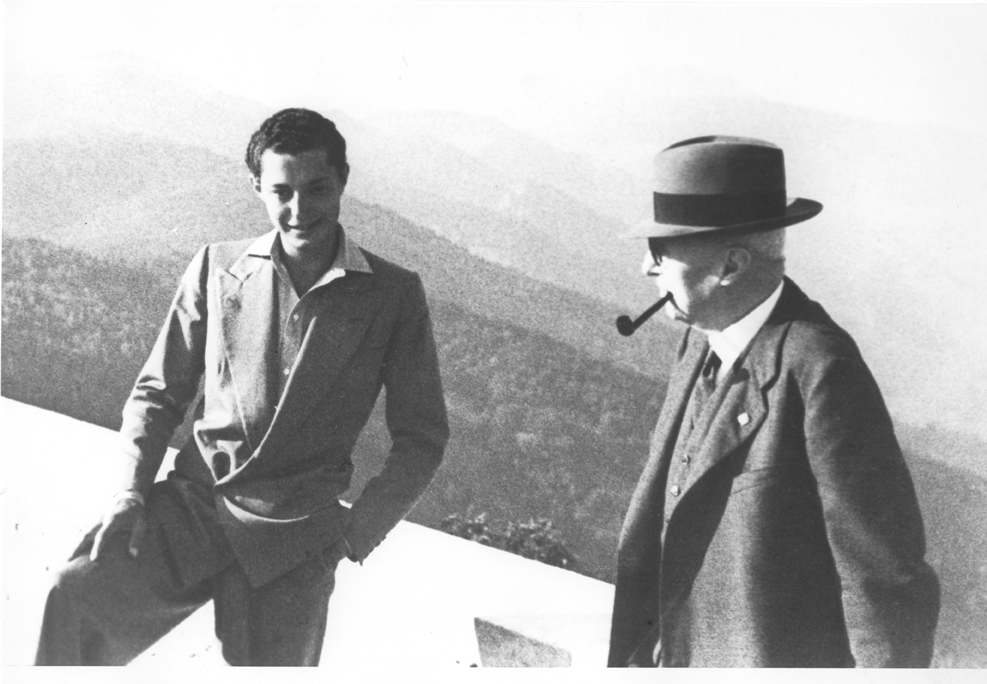
ジャンニ・アニェッリ（左）、右は祖父のジョヴァンニ（1940年）

- 祖父: ジョヴァンニ - ・フィアットの創始者
- 父: エドゥアルド
- 母: ヴィルジニア・デル・モンテ
- 弟: ウンベルト - 2004年5月28日に病死。
- 妻: マレーラ・カラッチオーロ・ディ・カスタニェート - 貴族の娘で1953年11月に結婚。
- 息子: エドアルド - 1954年6月生まれ。2000年11月にトリノの橋から投身自殺。
- 甥: ジョバンニ・アルベルト - ウンベルトの息子で1997年に病死。
- 孫: ジョン・エルカーン - 2005年にフィアットの取締役に就任。
- 孫: ラポ・エルカーン - ジョンの弟でフィアットの元ブランドマーケティング担当部長。現在はイタリア・インディペンデント代表。

### セレブリティ
そのカリスマ性と社交的な性格から、イタリアの経済界・政界のみならず世界各国の指導者や王族と個人的な関係が深く、アミントレ・ファンファーニやエンリコ・ベルリンゲルなどのイタリア政界の実力者や、ローマ教皇ヨハネ・パウロ2世やヘンリー・キッシンジャーなどの外国の政治的指導者、アーガー・ハーン4世のような大富豪、タキ・テオドラコプロスなどの貴族、ポルフィリオ・ルビロサなどの社交家、アニタ・エクバーグやリタ・ヘイワースのような世界的スターに至るまで幅広い交流があった。

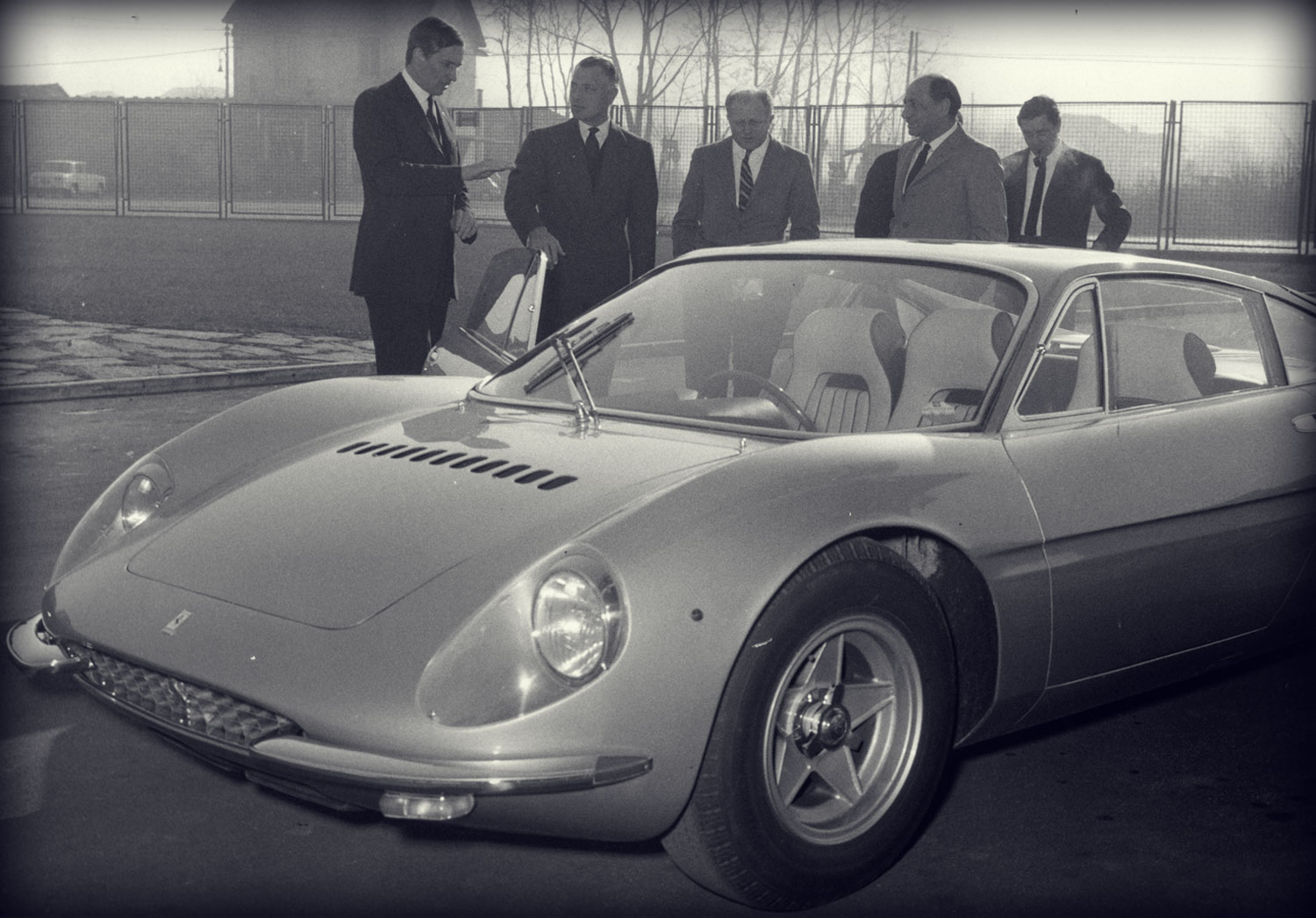
アニエッリと愛車のフェラーリ 365 P ベルリネッタ・スペチアーレ

また、ヨーロッパを代表するファッションアイコンであるとともにプレイボーイとしても鳴らし、「老人」と言われる年齢になっても、イタリアの雑誌が主催する「抱かれたい男」の上位に毎年選出されていたことは有名で、ウィンストン・チャーチルの長男の妻パメラとの不倫が報道された時、イタリアのマスコミは「第二次世界大戦の敵を討った（イタリアは第二次世界大戦において、当初は枢軸国として参戦しイギリスと戦った）」と報道した。

### モータースポーツ
普段より運転手を雇わずにフィアット131レーシングやランチア・デルタHFインテグラーレスパイダー、フェラーリ・テスタロッサ・スパイダー・ヴァレオマチック、フェラーリ・F40・ヴァレオマチックなどの自社の車を運転して回る車好きとして有名で、当然ながら自社とその傘下企業のモータースポーツへの参戦に情熱を傾けた。また、晩年になっても、彼は自らクルマを運転した。
1970年代-1990年代におけるフィアットやランチアのWRC参戦や、同じく傘下に収めたフェラーリのF1における活動にも積極的に貢献し、1950年代に自動車事故で左足を失ったものの、義足をつけて精力的に世界中のサーキットに足を運んでいた。